# Ephemerella invaria
Ephemerella invaria je druh jepice z čeledi Ephemerellidae. Žije na jihovýchodě a severu Kanady a na východě Spojených států amerických. Poprvé tento druh popsal Walker v roce 1853.